# Second Chance (film 2014)
Second Chance (En chance til) è un film del 2014 diretto da Susanne Bier.
Il film affronta la complessa questione morale in cui viene a trovarsi un valido agente di polizia dopo essere stato travolto da una tragedia familiare.

## Trama
Nell'ispezionare la nuova dimora di un tossicodipendente pluripregiudicato, due poliziotti della provincia danese trovano un neonato, Sofus, in condizioni igieniche penose. L'agente Andreas, che ha avuto un figlio da poco, è particolarmente toccato dalla vicenda e teme per il futuro del bambino in quel contesto, ma una volta appurato che il piccolo è sano, non sussistono motivi sufficienti per strapparlo alla cura del padre e della madre.
Una notte, Andreas e la moglie Anna scoprono che il loro figlio Alexander è morto nella culla. La tragedia fa uscire di testa la mamma tanto che il marito è costretto a sedarla con potenti medicinali. L'uomo, mentre sta per portare in ospedale il corpo del figlioletto ha un'idea e, portatosi di nascosto nell'abitazione della coppia di drogati, scambia i due neonati. A casa spiega la situazione alla moglie che, pur non essendosi ancora ripresa, sembra poter assecondare la volontà del marito. Andreas, anche a mente fredda, si convince che quello che ha fatto è forse l'unico modo per salvare la moglie dalla follia e quel bambino da una condizione ad altissimo rischio.
La coppia di drogati inscena un finto rapimento del loro figlio per evitare le accuse che potrebbero cadere su di loro per aver ucciso/lasciato morire il bambino. Andreas conduce le indagini con risolutezza ed un trasporto che paiono sospetti agli occhi del collega e amico Simon.
Anna esce una notte col bambino e, arrivata su un grande ponte, ferma un camion, lascia il bimbo all'autotrasportatore e si suicida gettandosi nelle gelide acque sottostanti.
Per Andreas, oltre alla doppia tragedia, crescono gli interrogativi e i rimorsi nonché le preoccupazioni per le indagini sul bambino scomparso che continua a condurre fin quando non manifesta un nuovo scatto d'ira che consente di avere una confessione dal detenuto ma costringe i suoi superiori a sospenderlo. Il corpo di Alexander viene così recuperato e dall'autopsia emerge che la causa della morte non è la sindrome della morte improvvisa del lattante ma la sindrome del bambino scosso.
Appare dunque chiaro che Anna abbia avuto una responsabilità nella morte di Alexander. Andreas si isola con il piccolo Sofus fin quando non è raggiunto dal collega Simon, che messi insieme i pezzi del complicato puzzle, ha ora chiara tutta la vicenda e convince l'amico a restituire il bimbo a Sanne, la vera madre, e a confessare tutto.
Qualche anno più tardi vediamo Andreas al lavoro tra gli scaffali di un grande magazzino che scorge Sanne con un bambino. Avvicinato questo, scopre che si tratta proprio di Sofus, che all'apparenza sta crescendo sano e felice.

## Distribuzione
Il film è apparso in anteprima nella sezione Special Presentations del Toronto International Film Festival il 9 settembre 2014 quindi negli ultimi mesi dello stesso anno è stato presentato nei principali festival cinematografici, compreso il Torino Film Festival, mentre dal gennaio 2015 è partita la sua distribuzione nelle sale di vari paesi europei ed extraeuropei.